# نهر السقحة
نهر السقحة أو السكحة هو أحد أنهار العراق القصيرة، وأحد فروع الفرات في الناصرية مركز محافظة ذي قار جنوب العراق. 
وهو أحد ذنائب الفرات التي يتفرع إليها الفرات إلى عدة أنهار عند مدينة سوق الشيوخ في الناصرية لتصب في هور الحمّار ولا تصل إلى الهور إلا خلال موسم الفيضان في موسم الشتاء والربيع، أما بعد انتهاء موسم الفيضان أو ما يعرف محلياً بالصهيود فإن تدفق المياه إلى الهور يتوقف عند نواظم هذه الذنائب والقنوات.